# تشانغداو (سيف)
تشانغداو ( بالصينية المبسطة :长刀; بالصينية التقليدية :長刀). كان سيفًا صينيًا ذو يدين وذو حدين . تمت ترجمة مصطلح تشانغداو إلى "السيف الطويل" أو "السيف ذو المقبض الطويل". خلال عهد أسرة مينغ ، غالبًا ما كان يستخدم تشانغداو كمصطلح عام للسيوف ذات اليدين. بعد العصر الجمهوري ، يُستخدم مصطلح مياوداو أحيانًا لوصف تشانغداو بسبب التشابه. تصف مصادر أسرة تانغ تشانغداو بأنها متطابقة مع موداو ( بالصينية :陌刀)، ولكن ربما كان موداو سلاحًا ذا حدين مثل زانماجيان السابق .
يبدو أن تشانغداو ظهر لأول مرة خلال عهد أسرة تانغ باعتباره السلاح المفضل لوحدات المشاة الطليعية النخبة في جيش تانغ . تم وصفه بأنه يبلغ طوله الإجمالي سبعة أقدام، ويتكون من شفرة ذات حافة واحدة بطول ثلاثة أقدام وقبضة عمود بطول أربعة أقدام. نظرًا لطولها وحجمها الكبيرين، أصبحت واحدة من السمات المميزة لنخبة مشاة تانغ، الذين غالبًا ما يتم وضعهم في مقدمة الجيش كرؤوس حربة ضد تشكيلات العدو. تنص تايباي ينجينج على ما يلي: ويبلغ عدد الجيش الواحد 12500 ضابط ورجل. عشرة آلاف رجل في ثمانية أقسام تحمل البيداو ؛ ألفان وخمسمائة رجل في قسمين مع موداو. 
يبدو أن تشانغداو ظهر لأول مرة خلال عهد أسرة تانغ باعتباره السلاح المفضل لوحدات المشاة الطليعية النخبة في جيش تانغ . تم وصفه بأنه يبلغ طوله الإجمالي سبعة أقدام، ويتكون من شفرة ذات حافة واحدة بطول ثلاثة أقدام وقبضة عمود بطول أربعة أقدام. نظرًا لطولها وحجمها الكبيرين، أصبحت واحدة من السمات المميزة لنخبة مشاة تانغ، الذين غالبًا ما يتم وضعهم في مقدمة الجيش كرؤوس حربة ضد تشكيلات العدو. تنص تايباي ينجينج على ما يلي: ويبلغ عدد الجيش الواحد 12500 ضابط ورجل. عشرة آلاف رجل في ثمانية أقسام تحمل البيداو ؛ ألفان وخمسمائة رجل في قسمين مع موداو. 
يبدو أن هذا الإصدار من تشانغداو قد فقد شعبيته بعد عهد أسرة تانغ. عادت كلمة تشانغداو إلى الظهور مرة أخرى خلال عهد أسرة مينغ كمصطلح عام للسيوف ذات الحدين الواحد. تم النظر إليه بشكل إيجابي للغاية كسلاح فعال من قبل تشي جيجوانج، الذي درسه وعدّله لقواته واستخدم تكتيكاته ضد الأعداء على الحدود المغولية ج. 1560. في ذلك الوقت، حدد تشي طول سيف يبلغ 1.95 مترًا (6 أقدام و5 بوصات)، على غرار السيف الياباني أوداتشي . كان مقبضه طويلًا، ويبدو أنه يزيد قليلاً عن ثلث طوله الإجمالي، وكان منحناه أقل عمقًا من منحنى السيوف اليابانية. وجد الجنرال تشي، الذي قاد ما يصل إلى 100.000 جندي على الحدود المغولية، أن تشانغداو فعالة للغاية لدرجة أن ما يصل إلى أربعين بالمائة من قوات الكوماندوز التابعة له حملها؛ بقيت في الخدمة طوال أواخر عهد أسرة مينغ .[بحاجة لمصدر] غالبًا ما تتم مقارنة تشانغداو باللغة اليابانية أوداتشي أو ناجاماكي التي تحمل أوجه تشابه وثيقة معها .